# Atanyjoppa rufipes
Atanyjoppa rufipes là một loài tò vò trong họ Ichneumonidae.